# José Francisco de Sousa
José Francisco de Sousa (1835 - 1907) foi um ceramista português, tendo sido considerado como um dos maiores artistas das Caldas da Rainha.

## Biografia
Nasceu em 1835.
Em 1860 montou a sua própria oficina, em instalações que tinham pertencido originalmente ao ceramista António de Sousa Liso. Foi aqui que produziu peças de faiança que se destacaram pela sua qualidade artística, com uma grande diversidade em termos de vidrados, tendo sido inspiradas pelas obras de Bernard Palissy (en) e na arte renascentista. Os seus trabalhos representam com frequência vida marinha, tanto animal como vegetal, como peixes e lagostas. É considerado como um dos principais artistas de cerâmica das Caldas da Rainha, durante o período de renovação daquela indústria, que se iniciou em meados do século XIX.
Em 1893 associou-se aos filhos José Augusto de Ousa e Salvador Fausto de Sousa, pelo que a empresa passou a denomninar-se José Francisco de Sousa & Filhos. Porém, logo em 1903 a sociedade foi dissolvida devido à morte do seu filho José Augusto, pelo que posteriormente associou-se a António Moreira da Câmara e ao seu filho Salvador Fausto, pelo que a oficina voltou a mudar de nome, para José Francisco de Sousa Filho & Câmara. Durante esta nova fase desenvolveu a produção, com a renovação dos modelos, principalmente os de louça artística, continuando a destacar-se pela qualidade das suas obras, com o apoio do seu filho, que também se revelou um artista muito talentoso. Em 1906 comprou alguns dos moldes do Atelier Cerâmico. Porém, a fábrica deixou de funcionar definitivamente em 1907, ano da morte de José Francisco de Sousa.
As suas peças encontram-se preservadas no Museu de Cerâmica,nas Caldas da Rainha, no Museu Metropolitano de Arte, em Nova Iorque, e na Casa-Museu Frederico de Freitas, no Funchal. Em Agosto de 2015, um garrafão em barro vidrado, produzido por José Francisco de Sousa em 1860, foi a peça do mês no Museu de Cerâmica.